# Risc biologic

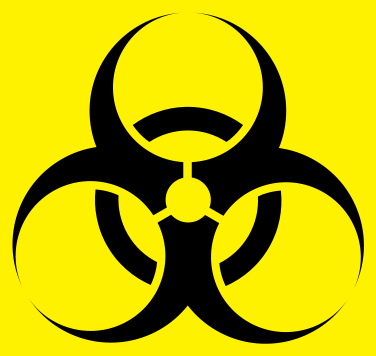
Simbolul internațional pentru riscul biologic

Termenul de pericol biologic face referire la acele produse biologice care reprezintă un anumit pericol de contaminare al organismelor vii, în general al oamenilor. Printre produsele cu risc biologic se numără microorganismele, virusurile sau toxinele din diverse surse biologice (de exemplu, sânge recoltat), care pot avea orice impact negativ asupra stării de sănătate a organismului uman.
Termenul și simbolul asociat (vezi imagine) sunt utilizate în general cu scopul de a atenționa persoanele potențial expuse la produse biologice să ia măsurile necesare pentru protecție. Simbolul a fost dezvoltat în anul 1966 de către Charles Baldwin, un inginer ce lucra la Dow Chemical.
În Unicode, simbolul de pericol pentru riscul biologic este U+2623 (☣).

## Clasificare
Agenții cu risc biologic sunt clasificați pentru transport prin numărul ONU:
- categoria A, nr. ONU 2814 – substanțe infecțioase pentru om;
- categoria A, nr. ONU 2900 – substanțe infecțioase numai pentru animale;
- categoria B, nr. ONU 3373 – eșantioane de diagnosticare sau substanțe biologice;
- deșeuri medicale reglementate, nr. ONU 3291.

## Grupe de risc
Agenții biologici sunt clasificați în patru grupe de risc, în funcție de importanța riscului de infecție pe care îl prezintă:
| 1 | Risc infecțios individual sau comunitar scăzut sau absent | Agenți biologici care nu sunt susceptibili să provoace o boală la om. Microorganisme cu probabilitate minimă de a provoca îmbolnăvire la om sau animal. |
| 2 | Risc individual moderat, risc comunitar scăzut            | Agenți biologici care pot provoca o boală omului și constituie un pericol pentru lucrători. Propagarea lor în colectivitate este improbabilă. Există, în general, o profilaxie sau un tratament eficace. Agenți patogeni care pot provoca îmbolnăvire la om sau animal, dar este puțin probabil să reprezinte un pericol sever pentru personalul de laborator, comunitate, faună sau mediu. Expunerile în laborator pot cauza infecții severe dar pentru care există tratament eficace și măsuri profilactice, iar riscul de răspândire al infecției este limitat. |
| 3 | Risc individual ridicat, risc comunitar scăzut            | Agenți biologici care pot provoca îmbolnăviri grave la om și constituie un pericol serios pentru lucrători; ei pot prezenta un risc de propagare în colectivitate, dar există în general o profilaxie sau un tratament eficace. Agenți patogeni care în mod obișnuit provoacă îmbolnăvire severă la om sau animal, dar, de regulă, nu se răspândesc de la un individ infectat la altul. Există tratament eficace și măsuri profilactice. |
| 4 | Risc individual și comunitar ridicat                      | Agenți biologici care pot provoca boli grave omului și constituie un pericol serios pentru lucrători. Ei pot să prezinte un risc ridicat de propagare în colectivitate și nu există în general o profilaxie sau un tratament eficace. Agenți patogeni care provoacă, de regulă, îmbolnăvire severă la om sau animal și care se pot transmite spontan de la un individ la altul, direct sau indirect. Nu există, în general, tratament eficace și măsuri profilactice.                                                                                              |